# 藤本喜久子
藤本 喜久子（ふじもと きくこ、 1968年1月15日 - ）は、日本の女優、声優である。秋田県出身。株式会社仕事所属。

## 人物
父の仕事の転勤で、鷹巣町、大館市、横手市、十文字町、秋田市と秋田県内各地を転々としており、特に小学校は5回転校していた。
横手市立十文字中学校の時代は演劇に興味があったが、その中学校に部が無かったため、合唱部に入部。歌うことも好きだったが、「やっぱり芝居をやってみたい」という気持ちはずっとあった。秋田市に転居後は秋田県立横手城南高等学校から秋田県立秋田西高等学校へ転入し、そこで初めて演劇部に入部。
東北福祉大学に進学後も演劇同好会に所属。大学3年生になると教育実習があり、その前に出身校に挨拶まわりするが、その時に教育に関わるということは大変なこともあり、「このまま教員免許を取っていいのか」と思った。周囲の友人はボランティアをしていたり、教育や福祉などのはっきり目標があったが、藤本は演劇ばかりしていることもあり、「こんな私が教育者になっていいのか…」と思っていた。その時、「自分がやりたい事は何か」と考えていたところ、芝居しかなかった。
ちょうど春休みに東京都で劇団のオーディションがあるため、自分を試してみようと仲代達矢主宰の無名塾を受ける。当時、700人近くが受けており、その時は藤本も含めて7人が合格した。それですぐに大学に退学届を提出して同大学を中退。無名塾は他の劇団の養成所と違ってお金がかからず、自分の生活費だけあればよかったこともあり、「アルバイトでも何でもして芝居をやろう」、「好きなことをやろう」と秋田から上京。
無名塾の塾生時代の3年間ほとんど朝一番に行って長く指導を受けており、早い時は朝4時半には稽古場にいたという。
塾生時代は無名塾の舞台で小さい役で出演していたが、塾生生活を卒業した後は「外の仕事をやってこい」と言われ、1991年に刑事物のテレビドラマでデビュー。
特技・資格は声楽。

## 出演
太字はメインキャラクター。

### テレビドラマ
- さすらい刑事旅情編IV　第12話「北アルプスの城下町・父に似た殺人犯」（1992年、テレビ朝日/東映）- 片平志津子
- 中学生日記（1992年度 - 1995年度） - 守山先生
- 暴れん坊将軍IV 第74話「献上雪が飛び散った」（1992年、テレビ朝日 / 東映） - お初
- 英二ふたたび
- 水戸黄門 第25部 第31話「湖水に秘めた忍ぶ恋 -十和田-」（1997年、TBS）- お妙
- 春が来た（2001年、NHK）
- 土曜ワイド劇場 覗く女 実況中継された連続殺人!（2002年、テレビ朝日）
- 真夜中のスーパーカー（2018年、NHK） - 東京での白雪の上司
- 秋田発地域ドラマ 金色の海（2021年、NHK BSプレミアム） - 橋田亜矢子

### 映画
- 遠き落日
- エイジアン・ブルー 浮島丸サコン - 西原律子
- 金融腐蝕列島 呪縛
- ハゲタカ
- ぐるりのこと。（2008年）

### 吹き替え

#### 担当女優
ケイト・ブランシェット
- あるスキャンダルの覚え書き（シーバ・ハート）
- スクール・フォー・グッド・アンド・イービル（ナレーター）
- ステートレス -彷徨の行方-（パット）
- ロビン・フッド（マリアン・ロクスリー）

コニー・ブリットン
- アメリカン・ホラー・ストーリー（ヴィヴィアン・ハーモン）
- ゼロデイ（ヴァレリー）
- 9-1-1: LA救命最前線（アビゲイル・"アビー"・クラーク）

ジェニファー・ロペス
- アトラス（アトラス）
- ザ・マザー（マザー）
- ジェニファー・ロペス: ハーフタイム（本人）
- セカンド・アクト（マヤ）
- PARKER/パーカー（レスリー）
- ハスラーズ（ラモーナ）

ナオミ・ワッツ
- ガラスの城の約束（ローズマリー・ウォールズ）
- ツイン・ピークス The Return（ジェイニー＝E・ジョーンズ）
- 21グラム（クリスティーナ・ペック）

#### 映画（吹き替え）
- アイ・アム・レジェンド（アナ〈アリシー・ブラガ〉）※ソフト版
- アイ・フランケンシュタイン（リオノア〈ミランダ・オットー〉）
- アナイアレイション -全滅領域-（ヴェントレス博士〈ジェニファー・ジェイソン・リー〉）
- イーオン・フラックス（イーオン・フラックス〈シャーリーズ・セロン〉）
- イーストエンドの魔女たち（ウェンディ〈メッチェン・アミック〉）
- インファナル・アフェア（ドクター・リー〈ケリー・チャン〉）※テレビ東京版
- インファナル・アフェアIII 終極無間（リー〈ケリー・チャン〉）※BSジャパン版
- ウォンテッド（フォックス〈アンジェリーナ・ジョリー〉[5]）※BSテレ東版
- エミリー・ローズ（エリン・ブルナー弁護士〈ローラ・リニー〉）
- クライモリ デッド・ホテル（サリー〈セイディー・カッツ〉）
- サハラ 死の砂漠を脱出せよ（エヴァ・ロハス〈ペネロペ・クルス〉）※ソフト版
- ザ・フラッシュ（ノラ・アレン〈マリベル・ベルドゥ〉[6]）
- 幸せの教室（フランシス〈パム・グリア〉）
- ストリート・オブ・ファイヤー（エレン・エイム〈ダイアン・レイン〉）※配信版
- スレッシュホールド（モリー博士）
- セックス・アンド・マネー（クリスティーン〈キャサリン・キーナー〉）
- ダーク・ウォーター
- タイタンの戦い（王女アンドロメダ〈アレクサ・ダヴァロス〉[7]）※テレビ朝日版
- 007/ムーンレイカー（グッドヘッド〈ロイス・チャイルズ〉）※DVD新録版
- ダブル -完全犯罪-（レベッカ・スコット〈エマニュエル・ヴォージア〉）
- ダブル/フェイス（アンジェラ〈ジーナ・ガーション〉）
- タワーリング・インフェルノ（ローリー）※BSジャパン版
- デイ・アフター・トゥモロー（ジャネット・タカダ〈タムリン・トミタ〉）※テレビ朝日版
- ナイブズ・アウト: グラス・オニオン（クレア〈キャスリン・ハーン〉[8]）
- パーシー・ジャクソンとオリンポスの神々（サリー・ジャクソン〈キャサリン・キーナー〉）
- パーフェクト・クリーチャー（リリー〈サフロン・バロウズ〉）
- パニッシャー: ウォー・ゾーン（アンジェラ・ドナッテリ〈ジュリー・ベンツ〉）
- ハムナプトラ2/黄金のピラミッド（アナクスナムン〈ミラ〉〈パトリシア・ヴェラスケス〉）※テレビ朝日版
- ヒッチコック（ジャネット・リー〈スカーレット・ヨハンソン〉）
- 瞳の奥の秘密（イレーネ・メネンデス・ヘイスティングス〈ソレダ・ビジャミル〉）
- フィフス・エステート/世界から狙われた男（サラ・ショウ〈ローラ・リニー〉）
- フライトプラン（ステファニー〈ケイト・ビーハン〉）
- ブラインド・フィアー（サラ・フロスト〈ミシェル・モナハン〉）
- ブラザーズ・グリム（アンジェリカ〈レナ・ヘディ〉）
- プリズナーズ（グレイス・ドーヴァー〈マリア・ベロ〉）※BSジャパン版
- ボン・ ボヤージュ～家族旅行は大暴走～（ジュリア〈カロリーヌ・ヴィニョ〉）
- ママの遺したラヴソング（ジョージアナ〈デボラ・カーラ・アンガー〉）
- ミックステープ: 伝えられずにいたこと（英語版）（ゲイリー〈ジュリー・ボーウェン〉）
- ミッション:インポッシブル/ファイナル・レコニング（ニーリー海軍少将〈ハンナ・ワディンガム〉[9]）
- ミッション: 8ミニッツ（コリーン・グッドウィン〈ヴェラ・ファーミガ〉）
- ラモーナのおきて（ママ〈ブリジット・モイナハン〉）
- ロビン・ウィリアムズのクリスマスの奇跡（ルアーン・ミッチラー〈ローレン・グレアム〉）

#### ドラマ
- 赤と黒（ホン・テラ〈オ・ヨンス〉）※NHK版
- ER緊急救命室 #94-#112（ロクサーヌ）
- WITHOUT A TRACE/FBI 失踪者を追え! #97（ジェシカ・ローソン）、 #138（サラ・ケント）
- エテルナウタ（アナ〈アンドレア・ピエトラ〉
- エレメンタリー ホームズ&ワトソン in NY
- グッド・ドクター 名医の条件
- グリーンリーフ（グレース・グリーンリーフ〈マール・ダンドリッジ〉）
- クリミナル・マインド7 FBI行動分析課（マーリーン・スミス）
- 刑事トム・ソーン 声なき目撃者（アン・コバーン〈ナターシャ・マケルホーン〉）
- コールドケース6（ジュリー・ラミレス）
- コールドケース7 ザ・ファイナル（キャロライン）
- ゴシップガール（リリー・ヴァンダーウッドセン〈ケリー・ラザフォード〉）
- ザ・ディープ 深海からの脱出（キャサリン〈オーラ・ブラディ〉）
- ザ・ミッシング〜消えた少年〜（英語版）（エミリー・ヒューズ〈フランシス・オコナー〉）
- ザ・ラストシップ（レイチェル・スコット博士〈ローナ・ミトラ〉）
- サンドゥ、学校へ行こう!（チェ・ウナン〈コン・ヒョジン〉）※DVD版
- CSI:11 科学捜査班（エレン・ホワイトブリッジ〈ディータ・ヴォン・ティース〉）
- ジェームズ・ボンドを夢見た男（マンデー〈アンナ・チャンセラー〉[10]）
- JETT/ジェット（デイジー・“ジェット”・コワルスキー〈カーラ・グジーノ〉）
- シグナル/時空を超えた捜査線  （ジュリー・サリヴァン〈デヴィン・ケリー〉）
- 主任警部アラン・バンクス（ロザリンド・ライデル）
- ジョーイ（アレックス・ジュリア・ギャレット〈アンドレア・アンダーズ〉）
- ゼロデイ（ヴァレリー〈コニー・ブリットン〉)
- 蒼穹の昴（ミセス・チャン〈イン・タオ〉）
- 第一容疑者 希望のかけら（リンダ・フィリップス）
- デスパレートな妻たち（ディアドラ）
- デスパレートな妻たち6（ロビン）
- トゥルー・コーリング #22（ゴメス刑事）
- ナイト・エージェント(ミッシェル・トラヴァース<カリ・マチェット>)
- 犯罪分析官ハリファックス: 歪んだ天罰（マンディ・ペトラス〈クローディア・カーヴァン〉[11]）
- V（2009年版）（エリカ・エバンズ〈エリザベス・ミッチェル〉）
- プライベート・プラクティス4（レイチェル）
- 北京バイオリン（莉莉〈リーリー〉〈ニュウ・リー〉）
- BONES9 #12（ステファニー）
- 名探偵ポワロ ナイルに死す（コーネリア）
- ロッカビー:パンナム103便爆破事件（ジェーン〈キャサリン・マコーマック〉[12]）

#### アニメ
- 少女チャングムの夢（ハン尚宮）
- スター・ウォーズ/クローン・ウォーズ（シオンバー・ボル）
- スター・ウォーズ: バッド・バッチ（デパ・ビラバ）
- ホートン/ふしぎな世界のダレダーレ（カンガルー）
- ぼくチロ!（ママ、ナレーション）
- ホワット・イフ...?（エンシェント・ワン）

### ラジオドラマ
- FMシアター（NHK-FM）
  - さらば16文キック！（1999年4月24日）
  - となりの音女（2010年４月24日、町田あず美 役）
  - ヒッチハイク（2011年4月9日、好江 役）
  - 緑の音楽師（2011年9月10日、幸子 役）
  - ヘブンズコール（2012年5月19日、山本涼子 役）
  - 星と絵葉書（2013年9月14日、逸子 役）
  - 夕暮れ迷子（2014年5月3日、ユキコ 役）
  - 防砂林（2014年6月28日、今立真理 役）
  - ミュージックセラピスト（2015年5月23日、由美 役）
  - 風よとどけよ（2019年2月23日）
  - 戦争の歌がきこえる（2021年2月6日、ユミ 役）
  - 鸚鵡を飼う（2024年9月14日、沢田有美 役）

### テレビアニメ
- 遊☆戯☆王ARC-V（2014年、赤馬日美香）

### 舞台
グリング出演作品
- 第 2回公演　「光のあと」　葉山 唯 役
- 第 3回公演　「昨日・今日・明日」　原 真紀 役
- 第 5回公演　「3/3　サンブンノサン」　永田 エミ 役
- 第 7回公演　「ヒトガタ」 倉持 清美 役
- 第 8回公演　「 jam 」 碓井 晴香 役
- 第11回公演　「カリフォルニア」 星川 柊子 役
- 第13回公演　「虹」 柿本 晴香 役

- 「かんしゃく玉」　（無名塾）
- 「シラノ・ド・ベルジュラック」　（無名塾）
- 「ひそやかな家」 　（作・演出　北村想）
- 「何処へ」 　（作・演出　北村想）
- 「キモツキック3」　（作・演出　北村想）
- ラフカット'97　「サンライズサンセット」　（作　橋口亮輔　演出　鈴木裕美）
- 「休むに似たり」　（自転車キンクリートSTORE）
- 「またもや!休むに似たり」　（自転車キンクリートSTORE）
- 「高き彼物」　（俳優座プロデュース）
- 「ダイアナ牧師の大穴」　（自転車キンクリートSTORE）
- 「青いインクとトランクと」　（プロジェクト・ナビ　作・演出　北村想）
- 「伯爵夫人」（俳優座劇場プロデュース　作　G・マーフィー　演出　高瀬久男）

### CM
- NTT　お正月かえるコール（1996年）
- 小林製薬　ブルーレット（1996年）
- 小林製薬　熱さまシート（1996年）
- NEC　新canB（1996年）
- NEC　ガッコウ'S（1997年）
- Pasco　食パン超熱（1999年）
- ジョンソン　アロマエッセンス（1999年）
- P&G　ヴィックスヴェポラッブ（1999年）
- NTT Docomo（2004年）

### その他
- 地球ドラマチック「ドラゴンは生きていた!?」（声の出演）